# Roberto Monserrat
Roberto Carlos Monserrat (nacido el 13 de septiembre de 1968 en Córdoba) es un exfutbolista argentino que se desempeñaba como mediocampista. Participó para el Seleccionado Nacional y consiguió cosas importantes en varios clubes, formando parte de ascensos, campeonatos y copas internacionales. En su carrera marcó 58 goles.

## Trayectoria
Monserrat comenzó su carrera como jugador en 1989 con Belgrano de Córdoba en la 2ª división argentina. En 1991 el club ganó el ascenso a la Primera División de Argentina. Monserrat jugó con el club hasta el final de 1992, cuando se mudó a San Lorenzo de Almagro. En 1995 fue parte del equipo que ganó el Torneo Clausura.
En 1996 fue fichado por River Plate, donde formó parte del equipo que ganó tres campeonatos de forma consecutiva y la Supercopa Sudamericana en 1997. En 1997 fue llamado a jugar para la Selección Argentina en la Copa América, aunque en uno de los entrenamientos en Cochabamba se lesionó en uno de sus isquiotibiales.
Montserrat también se desempeñó en la Primera argentina con Colón, Racing Club de Avellaneda y Argentinos Juniors, antes de regresar al fútbol de ligas inferiores. 
En 2002-03 ayudó a Villa Dálmine a lograr el ascenso de la Primera C a Primera B. En 2003 regresó a su ciudad natal de Córdoba para jugar con Racing, donde ayudó al club a ganar la promoción del Argentino A a la Segunda División, donde jugó una temporada más. En 2005 se incorporó a Alumni de Villa María, donde consiguió un ascenso al Torneo Argentino A. 
Un año después, en 2006, decidió retirarse del fútbol a la edad de 38 años.

## Clubes
| Club               | País      | Año       |
| ------------------ | --------- | --------- |
| Belgrano           | Argentina | 1989-1992 |
| San Lorenzo        | Argentina | 1992-1996 |
| River Plate        | Argentina | 1996-1998 |
| Colón              | Argentina | 1998-1999 |
| Racing Club        | Argentina | 1999-2000 |
| Argentinos Juniors | Argentina | 2000-2001 |
| Villa Dálmine      | Argentina | 2001-2003 |
| Racing de Córdoba  | Argentina | 2003-2005 |
| Alumni             | Argentina | 2005-2006 |

## Palmarés

### Campeonatos nacionales
| Título           | Club          | País      | Año    |
| ---------------- | ------------- | --------- | ------ |
| Primera División | San Lorenzo   | Argentina | C-1995 |
| Primera División | River Plate   | Argentina | A-1996 |
| Primera División | River Plate   | Argentina | C-1997 |
| Primera División | River Plate   | Argentina | A-1997 |
| Primera C        | Villa Dálmine | Argentina | A-2002 |

### Copas internacionales
| Título                 | Club        | Sede         | Año  |
| ---------------------- | ----------- | ------------ | ---- |
| Supercopa Sudamericana | River Plate | Buenos Aires | 1997 |

### Ascensos
| Ascenso a        | Club              | País      | Año  |
| ---------------- | ----------------- | --------- | ---- |
| Primera División | Belgrano          | Argentina | 1991 |
| B Nacional       | Racing de Córdoba | Argentina | 2004 |
| Argentino A      | Alumni            | Argentina | 2005 |